# Sven Marquardt
Sven Marquardt (Berlín Est, 3 de febrer de 1962) és un fotògraf i porter de club d'oci nocturn alemany del club tecno Berghain.

## Vida primerenca

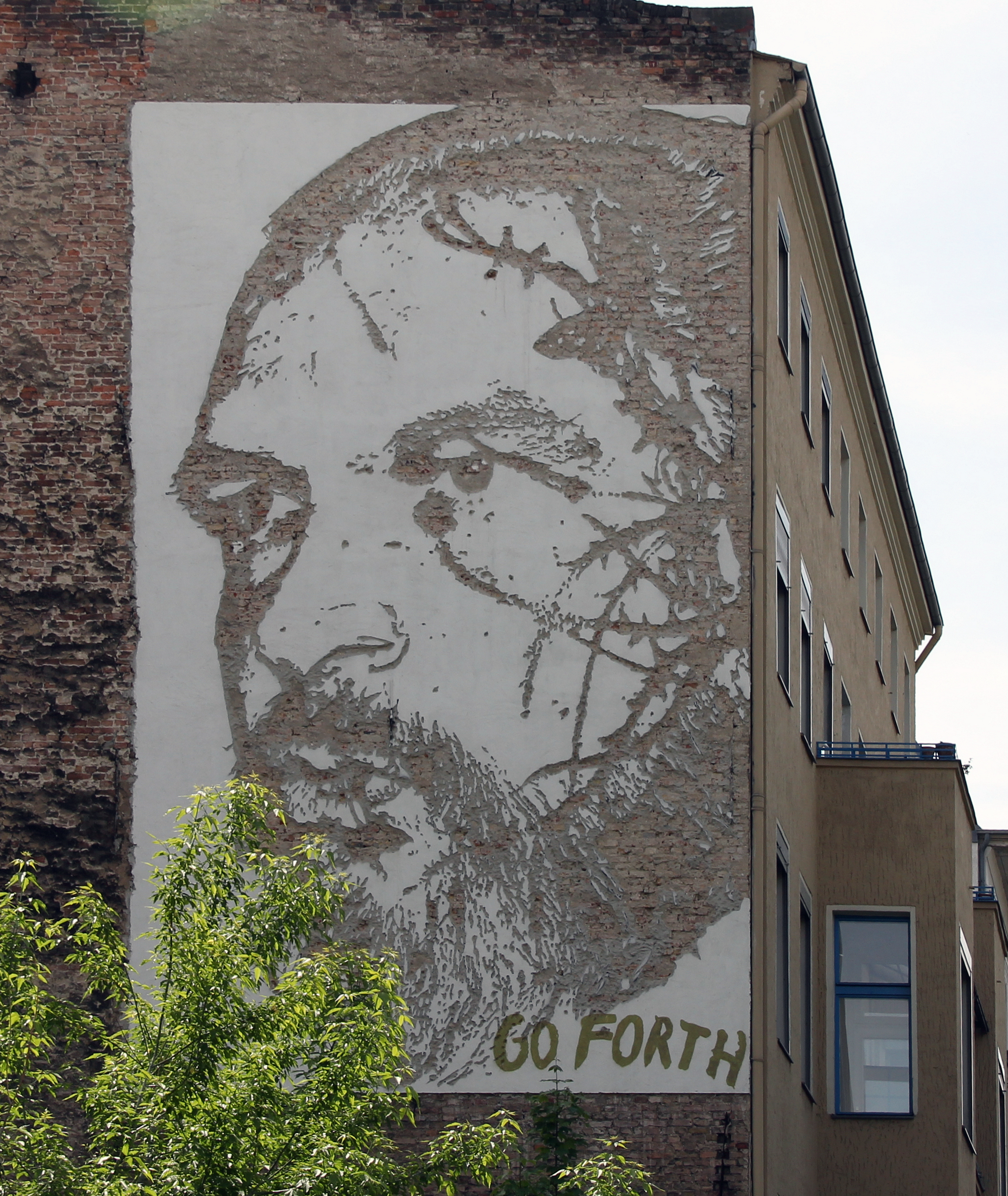
Relleu mural a la casa de Potsdamer Straße 151, a Berlín-Schöneberg.

Sven Marquardt va créixer a Berlín Est. El seu pare era constructor de carreteres, la seva mare, assistent mèdico-tècnica. El 1982 va començar la seva formació com a fotògraf i càmera a DEFA . Després de les seves primeres publicacions als diaris Sonntag i Das Magazin, va ser assistent de Rudolf Schäfer del 1985 al 1986. Com a fotògraf de moda, va treballar per a la revista Sibylle al voltant de Roger Melis i Arno Fischer fins a finals dels anys vuitanta. Al documental “A Dream in Strawberry Foil” sobre el món de la moda de la RDA, apareix com a testimoni contemporani.
El 1987/1988 va participar a l'exposició d'art X. Kunstausstellung der DDR i es va convertir en membre de l'Associació d'Artistes Visuals el 1988. Així, Marquardt, les imatges del qual «descrivien l'interior i l'exterior de la seva existència a la gran ciutat» i escenificaven «somnis exaltats de luxúria i por», va esdevenir un documentalista fotogràfic de la subcultura de la RDA.
Després de la caiguda del Mur de Berlín, Marquardt es va retirar inicialment de la fotografia: «Tenia la sensació que ja no podia dir res més», va dir més tard en una entrevista amb Die Zeit.
A la dècada del 1990, Marquardt va començar a treballar com a porter per al seu germà Oliver Marquardt ( DJ Jauche ) a les festes de la discoteca Ostgut. Quan Ostgut va tancar el 2003, va tornar a treballar com a fotògraf. Amb el trasllat a Berghain i el seu ascens a una situació més reconeguda, Sven Marquardt es va convertir en una figura simbòlica de la vida nocturna de Berlín, ja que encara vigilava l'entrada del club gairebé cada cap de setmana, generalment ajudat per altres porters.
Rosa von Praunheim va interpretar Marquardt el 2012 com a part de la sèrie de pel·lícules Rosa's World.
Va escriure la seva autobiografia, publicada el 2014, juntament amb Judka Strittmatter, néta de l'escriptor de la RDA Erwin Strittmatter.
El 2023, Sven Marquardt va aparèixer a la quarta part de la saga John Wick. En el seu paper de Klaus, el qual porta John Wick a un club fictici de Berlín.

## Exposicions
- Seelenkamerad, 2004, Trolley Berlin.[14]
- 13 Monde, Galerie Viaux, Berlin 2007.[15]
- Merry Karnowsky Gallery, Berlin, 2009.[16]
- In Grenzen frei, Kunstgewerbemuseum Berlin, 2009.[17]
- Übergangsgesellschaft, Akademie der Künste, Berlin 2009.[18]
- Götterdämmerung, Palazzo Saluzzo Paesana, Turin 2014[19]
- Marquardt, Waschhaus Potsdam, Potsdam 2015[20]
- future's past, Espronceda, Barcelona 2016[21]
- future's past, Yuchengco Museum, Manila 2016[22]
- Black box (mit Marcel Dettmann), Polygon Gallery, Vancouver 2018[23]
- Rudel, Warehouse, Beirut 2018[24]
- PACK, Galerie Deschler, Berlin 2018[25]
- Stageless, Friedrichstadtpalast, Berlin 2020[26]
- Stageless, C/O Berlin, Berlin 2020[27]
- Stageless: Second Act, C24 Gallery, New York 2022[28]
- NYC/22, Galerie Deschler, Berlin 2023[29]

## Publicacions
- Zukünftig vergangen: Fotografien 1984–2009. Mitteldeutscher Verlag, Halle 2010, ISBN 978-3-89812-723-3.
- Heiland. Mitteldeutscher Verlag, Halle 2011, ISBN 978-3-89812-768-4.
- mit Judka Strittmatter: Die Nacht ist Leben: Autobiographie. Ullstein Extra, Berlin 2014, ISBN 978-3-86493-025-6.
- Wild verschlossen. Mitteldeutscher Verlag, Halle 2015, ISBN 978-3-95462-457-7.
- mit Esther Perbrandt und Nikolas Mockridge: Fleischmann. Distanz Verlag, Berlin 2021, ISBN 978-3-95476-447-1.

## Filmografia
- Rosas Welt – 70 neue Filme von Rosa von Praunheim (Kurzfilm Der härteste Türsteher Berlins), 2012
- Berlin Bouncer, 2019, Director: David Dietl
- Schönheit & Vergänglichkeit, 2019, Director: Annekatrin Hendel[30]
- John Wick: Kapitel 4, 2023, Director: Chad Stahelski[31]